# Eilko Eger Tamminga Sickinghe
Eilko Eger Tamminga (van) Sickinghe (Groningen, 11 december 1726 - Groningen, 20 januari 1807) was een Nederlands politicus en burgemeester van Groningen. Hij was directeur van de Groote Sociëteit van Groningen bij haar oprichting.  

## Leven
Sickinghe, telg uit het oud adellijke Groninger regentengeslacht Sickinghe, werd geboren als zoon van de raadsheer en burgemeester van Groningen mr. Onno Sickinghe (1688-1756) en Johanna Willemina Tamminga (1687-ca.1729); dochter van Burgemeester Eijlko Tamminga en Allegonda Eeck, dochter van burgemeester Sicco. Eilko werd gedoopt in de Akerk te Groningen. Hij was een jongere broer van Feijo Sickinghe (1718-1748), majoor der cavalerie en commandant van de vesting Langakkerschans. 
De jonkers Rudolph, Johan en Feio waren oudooms van Eilko Eger. Zelf was hij een oom van de provinciaal politicus en drost Pieter Rembt Sickinghe (1743-1821).
Op 14 september 1744 stond hij ingeschreven als student in de rechten aan de Groningse Universiteit. 

Op 1 november 1769 kocht Sickinghe de tichelborg Vliethoven. Het bezit was van korte duur want op 1 mei 1770 verkochten Eilko en zijn vrouw de borg aan Jan Albert Joost Gruys.

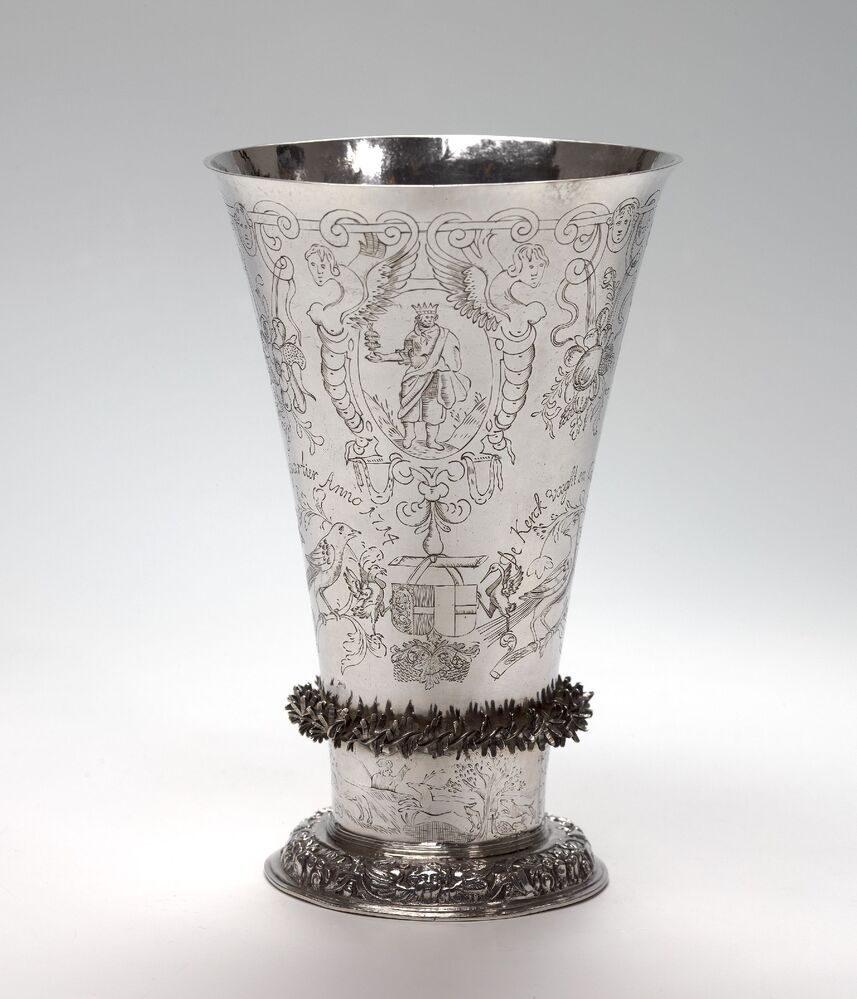
Een avondmaalsbeker met het alliantiewapen Sickinghe-Tamminga

Sickinghe overleed op 20 januari 1807 op 80-jarige leeftijd de Groningen. De tak van Eilko Eger stierf in 1944 met het overlijden van jhr. drs. Feyo Willem Joost Sickinghe (1881-1944) in mannelijke lijn uit. Zijn broer, Feijo Sickinghe (1718-1748), is stamvader van de nog levende tak van het geslacht Sickinghe.

## Huwelijk en kinderen
Sickinghe trouwde op 2 juli 1752 met Anna Lamina Veldtman, dochter van luitenant-generaal Hendrik George Veldtman (1702) en Anna Lamina van Gesseler. Samen kregen zij 8 kinderen:
- Wilhelmina Sickinghe (1753)
- dr. Hendrik George Sickinghe (1754-1818), lid der Staten-Generaal, monstercommissaris te Groningen en raadslid van de Admiraliteit van Friesland, trouwde op 16 juli 1789 met Margaretha Bouwina van Lintelo en op 10 mei 1807 met Aukje Eisses Kolthoff
- Johanna Willemina Sickinghe (1755)
- Cornelia Johanna Sickinghe (1757)
- Johanna Willemina Sickinghe (1759-1805), trouwde in 1792 met dr. jur. Henricus Joannes Arntzenius (1763-1830); advocaat en notaris te Groningen, auditeur militair van Leeuwarden
- Lammert Willem Sickinghe (1760-1760/1761)
- Lammert Willem Sickinghe (1761-1818)
- Anna Lamina Sickinghe (1770)

## Werk
Sickinghe begon zijn carrière als rentmeester van Klooster Ter Apel en de stadsvenen in 1751. Vanaf 1758 was hij werkzaam als raadsheer. Dit bleef hij tot 1779. Sickinghe was in 1763 lid van de Admiraliteit te Harlingen.
Op de eerste ledenvergadering van de Groote Sociëteit van Groningen in 1765 werden zes directeuren verkozen, drie burgers en drie militairen. Verkozen waren de raadsheer Jacob van Gesseler, generaal-majoor Hendrik Jan Trip, raadsheer Eylko Eger Tamminga van Sickinghe, luitenant-kolonel Gellius Josephus Pathuis, rekenmeester Jan Hora Siccama en majoor Roelof Gerhard Feitsema Gruys. Het bestuur stelde kort daarop een wet samen waarin de ballotage van nieuwe leden was geregeld.
Sickinghe was lid van de Generaliteitsrekenkamer in ten minste 1771 , 1786 en 1793. In 1776 was hij lid der Staten-Generaal van de Nederlanden. In 1788 werd hij benoemd als burgemeester van de stad Groningen. Hij werd herkozen in 1789, 1791, 1792 en 1794. Op 18 maart 1790 werd hij door de heer H.L. Wichers geïntroduceerd op de vergadering van de Raad van State.
- Biografisch Portaal: 47743085